# Butselbos
Het Butselbos is een natuurgebied tussen de Vlaams-Brabantse plaatsen Lubbeek en Boutersem.
Oorspronkelijk lag hier een groot bosgebied van 400 ha, maar eind 18e eeuw begonnen ontginningen zodat er omstreeks 1850 nog 170 ha overbleef. Ook binnen het overgebleven bos ontstonden akkers.
In de jaren 2000-2020 werd 42 ha van het bos aangekocht door het Agentschap Natuur en Bos, en in 2021 volgde nogmaals 57 ha.
Binnen het bos liggen nog een aantal akkers die zullen worden herbebost en ook zullen ongewenste exotische soorten als Amerikaanse eik worden vervangen door inheemse soorten, zodat het oorspronkelijke eiken-haagbeukenbos wordt hersteld.
Het bos is opengesteld voor wandelaars en er is een kinderspeelplaats aangelegd.